# چهار بخش بنیادین معماری مدرن
پس از جنگ جهانی دوم، تحولات شگرفی در علم، هنر، فن و فلسفه جهان رخ داد. در فن معماری عوامل بسیاری از جمله؛ خرد گرایی، توسعه علم و ورود تکنولوژی جدید، تغییر زبان بیان فلسفه و پیدایش مفاهیم و تفکرات نو در آن، و به ویژه دانش به‌کارگیری مواد و متریال جدید در وسعت کلان، مانند فلز و شیشه، در تکوین مدرنیسم معماری دخیل بوده‌اند. با این وجود معماری مدرن، خود نیز طی روند شکل‌گیری چهار بخش بنیادین، به تکوین و کمال رسیده است. این چهاربخش عبارتند از.
بخش اول: مدرنیته (عصر روشنگری، رنسانس، دین پیرایی، انقلاب صنعتی، علم مداری)
بخش دوم: معماری مدرن اولیه (آغاز مکتب شیکاگو، آغاز نهضت هنر نو یا آرت نوآ، آغاز جنبش فوتوریسم)
بخش سوم: معماری مدرن متعالی (شروع کار مدرسه باوهاوس، ایجاد سبک و روش کانستراکتیویسم، آغاز تفکرات لوکوربوزیه، آغاز سبک معماری ارگانیک)
بخش چهارم: معماری مدرن متاخر (دوره بعد از جنگ جهانی دوم تا کنون که شامل تمامی سبک‌های جدید معماری و ورود بتن به ساختمان سازی ست)